# Päivi Meriluoto-Aaltonen
Päivi Aulikki Meriluoto-Aaltonen (née le 12 décembre 1952 à Tampere en Finlande) est une archère finlandaise.

## Biographie
Päiva Meriluoto-Aaltonen participe à trois Jeux olympiques d'été : 1980, 1984 et 1988.

## Palmarès
- Jeux olympiques
  -  Médaille de bronze à l'individuel femme aux Jeux olympiques d'été de 1980 à Moscou.